# Administration territoriale de la Côte-Nord
Le palier supra-local de l'administration territoriale de la Côte-Nord regroupe 6 municipalités régionales de comté.
Le palier local est constitué de 33 municipalités locales, 10 territoires non organisés et 10 réserves indiennes pour un total de 53 municipalités.

## Palier supra-local
| Nom                       | Chef-lieu                           | Population 2021 | Superficie terrestre km2 | Densité hab./km2 |
| ------------------------- | ----------------------------------- | --------------- | ------------------------ | ---------------- |
| Caniapiscau               | Fermont                             | 3 882           | 79 253,6                 | 0,05             |
| La Haute-Côte-Nord        | Les Escoumins                       | 10 278          | 12 430,9                 | 0,83             |
| Le Golfe-du-Saint-Laurent | Côte-Nord-du-Golfe-du-Saint-Laurent | 3 382           | 40 654,62                | 0,08             |
| Manicouagan               | Baie-Comeau                         | 30 158          | 39 246,4                 | 0,77             |
| Minganie                  | Havre-Saint-Pierre                  | 6 467           | 92 546,05                | 0,07             |
| Sept-Rivières             | Sept-Îles                           | 34 358          | 32 571,6                 | 1,05             |
| Région                    | Région                              | 88 525          | 300 281,83               | 0,29             |

## Palier local

### Municipalités
| Nom                                 | Désignation              | Superficie km2 | Population 2021 | MRC                       | Code géographique |
| ----------------------------------- | ------------------------ | -------------- | --------------- | ------------------------- | ----------------- |
| Aguanish                            | Municipalité             | 672,1          | 224             | Minganie                  | 2498030           |
| Baie-Comeau                         | Ville                    | 432            | 20 687          | Manicouagan               | 2496020           |
| Baie-Johan-Beetz                    | Municipalité             | 525,4          | 84              | Minganie                  | 2498035           |
| Baie-Trinité                        | Municipalité de village  | 538,58         | 438             | Manicouagan               | 2496005           |
| Blanc-Sablon                        | Municipalité             | 376,5          | 1 122           | Le Golfe-du-Saint-Laurent | 2498005           |
| Bonne-Espérance                     | Municipalité             | 1 198,7        | 692             | Le Golfe-du-Saint-Laurent | 2498010           |
| Chute-aux-Outardes                  | Municipalité de village  | 9,7            | 1 391           | Manicouagan               | 2496035           |
| Colombier                           | Municipalité             | 381,7          | 635             | La Haute-Côte-Nord        | 2495050           |
| Côte-Nord-du-Golfe-du-Saint-Laurent | Municipalité             | 3 070,3        | 787             | Le Golfe-du-Saint-Laurent | 2498015           |
| Fermont                             | Ville                    | 495,5          | 2 256           | Caniapiscau               | 2497035           |
| Forestville                         | Ville                    | 242,7          | 2 892           | La Haute-Côte-Nord        | 2495045           |
| Franquelin                          | Municipalité             | 516,5          | 285             | Manicouagan               | 2496015           |
| Godbout                             | Municipalité de village  | 202,4          | 272             | Manicouagan               | 2407025           |
| Gros-Mécatina                       | Municipalité             | 1 388,2        | 356             | Le Golfe-du-Saint-Laurent | 2496010           |
| Havre-Saint-Pierre                  | Municipalité             | 3 896,3        | 3 337           | Minganie                  | 2498040           |
| L'Île-d'Anticosti                   | Municipalité             | 9 291,18       | 177             | Minganie                  | 2498020           |
| Les Bergeronnes                     | Municipalité             | 287            | 619             | La Haute-Côte-Nord        | 2495018           |
| Les Escoumins                       | Municipalité             | 282,7          | 1 794           | La Haute-Côte-Nord        | 2495025           |
| Longue-Pointe-de-Mingan             | Municipalité             | 641            | 408             | Minganie                  | 2498045           |
| Longue-Rive                         | Municipalité             | 317,8          | 918             | La Haute-Côte-Nord        | 2495032           |
| Natashquan                          | Municipalité             | 695,43         | 262             | Minganie                  | 2498025           |
| Pointe-aux-Outardes                 | Municipalité de village  | 111,4          | 1 434           | Manicouagan               | 2496030           |
| Pointe-Lebel                        | Municipalité de village  | 121,3          | 1 817           | Manicouagan               | 2496025           |
| Port-Cartier                        | Ville                    | 1 353,7        | 6 516           | Sept-Rivières             | 2497022           |
| Portneuf-sur-Mer                    | Municipalité             | 208,3          | 612             | La Haute-Côte-Nord        | 2495040           |
| Ragueneau                           | Municipalité de paroisse | 213,2          | 1 314           | Manicouagan               | 2496040           |
| Rivière-au-Tonnerre                 | Municipalité             | 632,5          | 281             | Minganie                  | 2498055           |
| Rivière-Saint-Jean                  | Municipalité             | 734,3          | 227             | Minganie                  | 2498050           |
| Sacré-Cœur                          | Municipalité             | 339,9          | 1 684           | La Haute-Côte-Nord        | 2495010           |
| Saint-Augustin                      | Municipalité             | 2 058,7        | 425             | Le Golfe-du-Saint-Laurent | 2498012           |
| Schefferville                       | Ville                    | 39             | 244             | Caniapiscau               | 2497040           |
| Sept-Îles                           | Ville                    | 2 140          | 24 569          | Sept-Rivières             | 2497007           |
| Tadoussac                           | Municipalité de village  | 194,1          | 814             | La Haute-Côte-Nord        | 2495005           |
| Total                               |                          | 300 281,83     | 88 525          |                           |                   |

### Territoires non organisés
| Nom                  | Superficie km2 | Population 2021 | MRC                       | Code géographique |
| -------------------- | -------------- | --------------- | ------------------------- | ----------------- |
| Caniapiscau          | 223,8          | 0               | Caniapiscau               | 2435902           |
| Lac-au-Brochet       | 9 645,17       | 0               | La Haute-Côte-Nord        | 2495902           |
| Lac-Jérôme           | 41 731,4       | 0               | Minganie                  | 2498904           |
| Lac-Juillet          | 3 545,5        | 0               | Caniapiscau               | 2497912           |
| Lac-Vacher           | 542,8          | 44              | Caniapiscau               | 2497914           |
| Lac-Walker           | 17 683,27      | 113             | Sept-Rivières             | 2497904           |
| Petit-Mécatina       | 57 056,1       | 0               | Le Golfe-du-Saint-Laurent | 2498912           |
| Rivière-aux-Outardes | 37 103,6       | 124             | Manicouagan               | 2496902           |
| Rivière-Mouchalagane | 34 645,1       | 15              | Caniapiscau               | 2497906           |
| Rivière-Nipissis     | 10 429,7       | 0               | Sept-Rivières             | 2497902           |
| Total                | 212 606,44     | 296             |                           |                   |

## Communautés innues
| Nom             | Superficie km2 | Population 2021 | Division de recensement-Canada | Code géographique |
| --------------- | -------------- | --------------- | ------------------------------ | ----------------- |
| Essipit         | 0,82           | 310             | La Haute-Côte-Nord             | 2495802           |
| Kawawachikamach | 33,37          | 641             | Sept-Rivières - Caniapiscau    | 2497806           |
| Unamen Shipu    | 0,44           | 977             | Minganie-Basse-Côte-Nord       | 2498804           |
| Lac-John        | 0,23           | 21              | Sept-Rivières - Caniapiscau    | 2497810           |
| Maliotenam      | 5,2            | 1 610           | Sept-Rivières - Caniapiscau    | 2497804           |
| Matimekosh      | 0,65           | 661             | Sept-Rivières - Caniapiscau    | 2497808           |
| Mingan          | 19,15          | 552             | Minganie-Basse-Côte-Nord       | 2498808           |
| Natashquan      | 1,15           | 915             | Minganie-Basse-Côte-Nord       | 2498806           |
| Pessamit        | 245,54         | 2 428           | Manicouagan                    | 2496802           |
| Uashat          | 215            | 1 577           | Sept-Rivières - Caniapiscau    | 2497802           |
| Total           | 3 444,18       | 9 692           |                                |                   |